# 79360 Sila-Nunam
79360 Sila-Nunam é um objeto transnetuniano binário que está localizado no Cinturão de Kuiper, uma região do Sistema Solar. Este corpo celeste é classificado como um cubewano com componentes de tamanho quase igual, orbitando além do planeta Netuno. 79360 Sila-Nunam possui uma magnitude absoluta de 5,2 O nome do sistema é os nomes combinados dos dois corpos, 79360 Sila e Nunam. O astrônomo Mike Brown lista este objeto em sua página na internet como um candidato a possível planeta anão.

## Descoberta
Sila-Nunam foi descoberto no dia 3 de fevereiro de 1997 por Jane X. Luu, David C. Jewitt, Chad Trujillo e Jun Chen no Observatório de Mauna Kea, no Havaí, e recebeu a designação provisória de 1997 CS29. Foi reconhecido como um sistema binário pelo Telescópio Espacial Hubble durante observações realizadas em 22 de outubro de 2002 por Denise C. Stephens e Keith S. Noll e foi anunciado sob a designação de S/2005 (79360) 1 em 5 de outubro de 2005.

## Nome
Os dois componentes receberam nomes de divindades inuíte. Sila "espírito" é o deus inuíte do céu, tempo e força de vida. Nunam "terra" é a deusa da Terra, esposa em algumas tradições de Sila. Nunam criou os animais terrestres e, em algumas tradições, o povo Inuíte (em outras tradições Sila criou as primeiras pessoas da areia molhada). Sila soprou a vida inuíte.

## Órbita
Sila-Nunam é um sistema clássico dinamicamente frio (cubewano). Ele orbita muito perto de uma ressonância orbital de 4:7 com o planeta Netuno.
A órbita de 79360 Sila-Nunam tem uma excentricidade de 0,017 e possui um semieixo maior de 44,135 UA. O seu periélio leva o mesmo a uma distância de 43,404 UA em relação ao Sol e seu afélio a 44,865 UA.

## Características físicas
Em 2010, o fluxo térmico da Sila-Nunam no infravermelho distante foi medido pelo Observatório Espacial Herschel. Como um tamanho do resultado, enquanto supunha-se para ser um só corpo, foi estimado que estão situados entre 250 e 420 km. Agora que o mesmo é conhecido por ser um sistema binário, um só corpo é 95% do tamanho do outro, os diâmetros são estimados em 249 e 236 km.
Sila-Nunam é muito vermelho na luz visível e tem espectro inexpressivo no infravermelho próximo. Não há bandas de absorção de água gelada em TIC do infravermelho próximo do espectro, tudo o que se assemelha ao de Íxion.

## Sistema binário

Ilustração esquemática de dois corpos com massa semelhante em órbita em torno de um baricentro comum (cruz vermelha) com órbitas elípticas. Sila e Nunam deve interagir de forma semelhante.

Sila e Nunam são tão próximos em tamanho (dentro de 5%) para que possam ser pensados como uma dupla de cubewanos. Sila tem aproximadamente 249 ± 30/31 km de diâmetro e Nunam 236 ± 28/29 km. Eles orbitam a uma distância de 2.780 ± 20 km a cada 12,51 dias:
| Semieixo maior:  | 2,780 ± 20 km        |
| Período orbital: | 12.509 9 ± 0.000 4 d |
| Excentricidade:  | 0.02 ± 0.02°         |
| Inclinação:      | 103.5 ± 0.4°         |
Cada um tem aparentemente beens que ressurgiu com material ejetado de impactos um sobre o outro.